# Slučaj Harms
Slučaj Harms (en serbocroat Случај Хармс, El cas Harms) és una pel·lícula dramàtica iugoslava de 1987 dirigida per Slobodan Pesic. Es va projectar a la secció Un Certain Regard al 41è Festival Internacional de Cinema de Canes el 1988.

## Argument
Aquesta és la història de l'escriptor Danilo Ivanovitx Harms, que va ser perseguit per les autoritats soviètiques. Descrivint casos i esdeveniments inusuals als seus llibres, ell mateix es va convertir en part d'ells, des de les autoritats de seguretat de l'estat.

## Repartiment
- Mladen Andrejevic - Zabolocki
- Abdula Azinovic - Pijanac (II)
- Miroslav Bukovcic - Oficir koji puca
- Branko Cvejić - Marija Vasilijevna
- Ivana Despotovic - Ida Markovna (II)
- Ljubomir Didic - Arhivar
- Ljubomir Draskic - Svestenik
- Rahela Ferari - Stara dama
- Erol Kadic - Pijanac (I)
- Milutin Karadzic - Invalid instruktor
- Vojislav Kostic - Majstor
- Aleksandar Kothaj - Crnoberzijanac
- Violeta Kroker - Ida Markovna (I)
- Predrag Lakovic - Harmonikas (as Predrag Laković)
- Frano Lasic - Danil Harms
- Damjana Luthar - Andjeo
- Dubravka Markovic - Oficir andjeo
- Ivana Markovic - zena Fedje Davidovica
- Zoran Miljkovic - Inspektor KGB
- Zeljko Nikolic - Fedja Davidovic
- Bogoljub Petrovic - KGB ... agent
- Ljubo Skiljevic - KGB ... agent (II)
- Dijana Sporcic - Zena policajac
- Milica Tomic - Irina Mazer
- Milivoje Tomić - Kino operator
- Eugen Verber - Pisar
- Olivera Viktorovic - Zena u kafani
- Francisko Zegarac - Danil Harms ... dete
- Branislav Zeremski - Malogradjanin
- Stevo Žigon - Professor